# Sylvia Smit
Sylvia Smit (Stadskanaal, 4 juli 1986) is een Nederlands voetbalster die sinds 2014 onder contract staat bij sc Heerenveen.

## Clubcarrière

### Jeugd
Het was al vroeg duidelijk dat Sylvia Smit voetbalster zou worden. Toen ze nog klein was, liep ze bij een wedstrijd van haar broer zo het veld in, achter de bal aan. Haar eerste club vond ze in Musselkanaal, namelijk SETA. Door een verhuizing kwam ze bij SC Stadskanaal terecht. Tot de C-junioren had ze plezier in het voetbal, echter werd ze daarna niet meer geaccepteerd door de jongens, iets wat voor Smit een behoorlijk heftige periode was. Ze keerde hierom terug naar haar voormalige club SETA, waar ze in een meisjeselftal terechtkwam. De KNVB raadde haar echter aan weer terug te keren naar SC Stadskanaal, omdat zij van mening waren dat het beter was voor Smits ontwikkeling als ze weer tussen de jongens zou gaan spelen. Ze bleef bij Stadskanaal tot aan de B1 dat in de hoofdklasse uitkwam.

### Oranje Nassau
Via de KNVB-selecties kwam Smit in contact met mensen van Oranje Nassau, die haar overhaalden om bij hen te komen spelen. ON heeft een vrouwenelftal dat uitkomt in de hoofdklasse. Na enkele gesprekken besloot Smit op de aanbieding in te gaan. De eerste twee seizoenen speelde ze er met veel plezier, maar in het derde jaar werd dat minder. Een nieuwe trainer en verschillende verwachtingspatronen waren de oorzaken hiervan. Smit en nog vier andere dames wilden fanatiek trainen, maar het merendeel van de selectie speelde echter vooral voor de lol. Smit besloot hierop om op naar een andere club te verkassen. Haar laatste wedstrijd voor ON speelde ze tegen haar nieuwe werkgever. In de bekerfinale versloeg ze met haar team Be Quick '28 met 5-0. Ook won ze dat jaar met haar club de Fair-Play Cup. In totaal scoorde ze 53 competitietreffers in drie seizoenen voor ON.

### Be Quick '28
Toen Be Quick op de hoogte was van de wens van Smit om te vertrekken bij Oranje Nassau, lieten ze al gauw blijken dat ze haar graag bij het elftal zouden hebben. Ze speelde twee jaar bij Be Quick en maakte in die tijd 46 competitietreffers, hetgeen haar hoofdklasse-totaal op 99 brengt. In haar tweede seizoen werd ze ook topscorer van de hoofdklasse met 29 doelpunten in 22 wedstrijden. Haar trainster Mary Kok-Willemsen zou ook bij haar volgende club trainster worden.

### FC Twente
Door haar prestaties in de hoofdklasse was het wel duidelijk dat Smit deel uit zou maken van de nieuwe Eredivisie. Omdat ze inmiddels in Zwolle was gaan wonen waren er voor haar twee opties: FC Twente en sc Heerenveen. Toen bekend werd dat Heerenveen een samenwerkingsverband aan zou gaan met haar voormalige club Oranje Nassau was de keuze echter snel gemaakt. FC Twente werd haar nieuwe club, waar ze herenigd werd met trainster Kok-Willemsen. Ook verhuisde ze naar Enschede. Smit en Twente begonnen sterk aan de competitie en na zes wedstrijden vond ze zichzelf boven aan de topscorerslijst terug met vier doelpunten en stond haar club op de eerste plaats. Daarna ging het bergafwaarts met zowel de club als haarzelf. Uiteindelijk eindigde ze met tien doelpunten uit twintig wedstrijden op de tweede plaats achter Karin Stevens op de topscorerslijst en eindigde ze met FC Twente op de vijfde plek in de competitie. Het seizoen sloot ze wel positief af. Op 24 mei 2008 won ze met FC Twente de KNVB beker. Smit scoorde het laatste doelpunt vanaf de penaltystip en bepaalde daarmee de eindstand op 1-3. De bekerfinale was haar laatste wedstrijd voor FC Twente.

### sc Heerenveen
Na één seizoen FC Twente besloot Smit naar een andere club te gaan. Haar keus viel uiteindelijk op sc Heerenveen, dat in het eerste seizoen van de eredivisie als laatste eindigde. In haar vierde duel met Heerenveen mag ze op bezoek bij haar oude club Twente. De wedstrijd wordt met 0-3 gewonnen door de Friezen en Smit heeft met twee doelpunten en een assist een groot aandeel in de overwinning. Ze besloot het seizoen als topscorer met 14 doelpunten. Haar ploeg eindigde, net als het jaar daarvoor, op een zesde plaats. In haar tweede seizoen bij Heerenveen scoorde Smit elf doelpunten uit twintig wedstrijden, waarmee ze samen met Chantal de Ridder wederom topscorer van Nederland werd. Haar ploeg eindigde echter wederom op de zesde plaats, zij het ditmaal met evenveel punten als de nummer vijf, FC Utrecht.

### FC Zwolle/PEC Zwolle
Met ingang van seizoen 2011/12 stapt Smit over naar FC Zwolle. Smit scoorde in haar eerste seizoen bij de Zwollenaren zeven treffers in zeventien duels.

### sc Heerenveen
In het seizoen 2014/2015 keert Smit terug naar SC Heerenveen als speelster van het 1e vrouwenteam en trainster van de beloften. Met de beloften van de sc Heerenveen werd ze kampioen en promoveerde met de beloften naar de Topklasse.

### DTS Ede
In 2015 neemt Sylvia Smit afscheid van de Eredivisie en stapt over naar DTS Ede, dat uitkomt in de Topklasse zaterdag.

## Interlandcarrière
Smit maakte op 6 augustus 2004 haar debuut voor het Nederlands vrouwenvoetbalelftal. In de wedstrijd tegen Japan die met 2-0 verloren ging speelde zij de eerste helft. Inmiddels is ze de grens van 50 interlands gepasseerd.
2009 stond in het teken van het Europees Kampioenschap dat gehouden werd in Finland.
De eerste wedstrijd werd met 0-2 gewonnen van Oekraïne. Al in de 4e minuut scoorde Kirsten van de Ven de 0-1 op aangeven van Smit. Karin Stevens scoorde het andere doelpunt. Het meespelen van Smit was vlak voor tijd nog onzeker door een blessure. Door intensieve behandeling en hard trainen heeft ze de start mee kunnen maken. Tegen Denemarken was ze zelf trefzeker. Uiteindelijk speelde ze alle wedstrijden en strandde ze met Nederland in de halve finales. Op 30 oktober 2009 scoorde ze in de WK-kwalificatie tegen Macedonië zes doelpunten en schroefde daarmee haar totaal op naar 17 doelpunten, waarmee ze de top 5 van topscorers aller tijden van Oranje binnennkwam. De wedstrijd in Zwolle werd met 13-1 gewonnen. In het totaal maakte zij 30 goals voor Oranje.
| Interlandgoals | Interlandgoals    | Interlandgoals                                 | Interlandgoals | Interlandgoals | Interlandgoals | Interlandgoals        |
| -------------- | ----------------- | ---------------------------------------------- | -------------- | -------------- | -------------- | --------------------- |
|                |                   |                                                |                |                |                |                       |
| Goal           | Datum             | Locatie                                        | Tegenstander   | Score          | Uitslag        | Competitie            |
| 1.             | 18 september 2004 | Sportpark De Wending, Heerhugowaard, Nederland | Engeland       | 1–0            | 1–2            | Vriendschappelijk     |
| 2.             | 20 september 2006 | Oosterenkstadion, Zwolle, Nederland            | Oostenrijk     | 3–0            | 4–0            | WK-kwalificatie 2007  |
| 3.             | 20 september 2006 | Oosterenkstadion, Zwolle, Nederland            | Oostenrijk     | 4–0            | 4–0            | WK-kwalificatie 2007  |
| 4.             | 24 september 2006 | Oosterenkstadion, Zwolle, Nederland            | Hongarije      | 3–0            | 4–0            | WK-kwalificatie 2007  |
| 5.             | 22 november 2006  | Mitsubishi Forklift Stadion, Almere, Nederland | Rusland        | 3–0            | 5–0            | Vriendschappelijk     |
| 6.             | 26 augustus 2007  | Veronica Stadion, Volendam, Nederland          | Wales          | 2–0            | 2–1            | EK-kwalificatie 2009  |
| 7.             | 4 mei 2008        | Univé Stadion, Emmen, Nederland                | China          | 2–1            | 2–2            | Vriendschappelijk     |
| 8.             | 7 maart 2009      | GSZ Stadium, Larnaca, Cyprus                   | Canada         | 1–2            | 1–2            | Cyprus Cup 2009       |
| 9.             | 12 maart 2009     | GSP Stadium, Nicosia, Cyprus                   | Zuid-Afrika    | 2–0            | 5–0            | Cyprus Cup 2009       |
| 10.            | 25 april 2009     | Kórinn Stadion, Kópavogur, IJsland             | IJsland        | 1–1            | 1–1            | Vriendschappelijk     |
| 11.            | 29 augustus 2009  | Lahden Stadion, Lahti, Finland                 | Denemarken     | 1–0            | 2–1            | EK 2009               |
| 12.            | 29 oktober 2009   | Oosterenkstadion, Zwolle, Nederland            | Macedonië      | 2–0            | 13–1           | WK-kwalificatie 2011  |
| 13.            | 29 oktober 2009   | Oosterenkstadion, Zwolle, Nederland            | Macedonië      | 5–0            | 13–1           | WK-kwalificatie 2011  |
| 14.            | 29 oktober 2009   | Oosterenkstadion, Zwolle, Nederland            | Macedonië      | 6–0            | 13–1           | WK-kwalificatie 2011  |
| 15.            | 29 oktober 2009   | Oosterenkstadion, Zwolle, Nederland            | Macedonië      | 11–1           | 13–1           | WK-kwalificatie 2011  |
| 16.            | 29 oktober 2009   | Oosterenkstadion, Zwolle, Nederland            | Macedonië      | 12–1           | 13–1           | WK-kwalificatie 2011  |
| 17.            | 29 oktober 2009   | Oosterenkstadion, Zwolle, Nederland            | Macedonië      | 13–1           | 13–1           | WK-kwalificatie 2011  |
| 18.            | 24 februari 2010  | GSP Stadium, Nicosia, Cyprus                   | Schotland      | 2–0            | 4–1            | Cyprus Cup 2010       |
| 19.            | 3 maart 2010      | GSP Stadium, Nicosia, Cyprus                   | Zwitserland    | 2–0            | 4–0            | Cyprus Cup 2010       |
| 20.            | 3 maart 2010      | GSP Stadium, Nicosia, Cyprus                   | Zwitserland    | 3–0            | 4–0            | Cyprus Cup 2010       |
| 21.            | 27 maart 2010     | Polman Stadion, Almelo, Nederland              | Slowakije      | 1–0            | 2–0            | WK-kwalificatie 2011  |
| 22.            | 22 april 2010     | Gradski Stadion, Kumanovo, Macedonië           | Macedonië      | 3–0            | 7–0            | WK-kwalificatie 2011  |
| 23.            | 6 juni 2010       | Sportpark De Dorens, Loenhout, België          | België         | 2–0            | 2–0            | Vriendschappelijk     |
| 24.            | 15 december 2010  | Estádio do Pacaembu, São Paulo, Brazilië       | Mexico         | 3–1            | 3–1            | Torneio Internacional |
| 25.            | 3 april 2011      | Kras Stadion, Volendam, Nederland              | Schotland      | 2–0            | 6–2            | Vriendschappelijk     |
| 26.            | 3 april 2011      | Kras Stadion, Volendam, Nederland              | Schotland      | 3–0            | 6–2            | Vriendschappelijk     |
| 27.            | 22 oktober 2011   | Gradski Stadion, Vrbovec, Kroatië              | Kroatië        | 3–0            | 3–0            | EK-kwalificatie 2013  |
| 28.            | 6 maart 2012      | Dasaki Stadium, Achna, Cyprus                  | Nieuw-Zeeland  | 1–0            | 2–2            | 2012 Cyprus Cup       |
| 29.            | 6 maart 2012      | Dasaki Stadium, Achna, Cyprus                  | Nieuw-Zeeland  | 2–2            | 2–2            | 2012 Cyprus Cup       |
| 30.            | 25 november 2012  | Telstar Stadion, Velsen-Zuid, Nederland        | Wales          | 1–0            | 2–0            | Vriendschappelijk     |

## Erelijst

### In clubverband
- KNVB beker: 2005 (Oranje Nassau), 2008 (FC Twente)
- Fair Play Cup: 2005 (Oranje Nassau)

### Individueel
- Topscorer hoofdklasse: 2006/07
- Topscorer eredivisie: 2008/09 en 2009/10 (Gedeelde 1e plaats met Chantal de Ridder)
- Sportvrouw provincie Groningen: 2009

## Statistieken

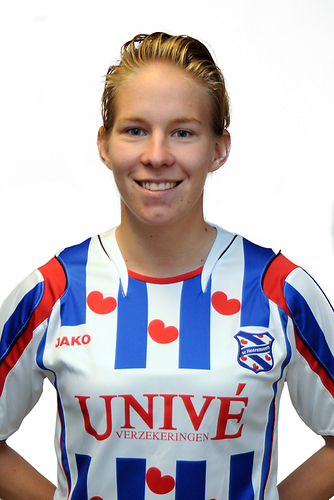
Smit bij sc Heerenveen

| Seizoen                        | Club          | Land      | Competitie            | Wedstrijden | Doelpunten |
| ------------------------------ | ------------- | --------- | --------------------- | ----------- | ---------- |
| 2002/03                        | Oranje Nassau | Nederland | Hoofdklasse           | -           | -          |
| 2003/04                        | Oranje Nassau | Nederland | Hoofdklasse           | -           | -          |
| 2004/05                        | Oranje Nassau | Nederland | Hoofdklasse           | -           | -          |
| 2005/06                        | Be Quick '28  | Nederland | Hoofdklasse           | -           | -          |
| 2006/07                        | Be Quick '28  | Nederland | Hoofdklasse           | 22          | 29         |
| 2007/08                        | FC Twente     | Nederland | Eredivisie            | 20          | 10         |
| 2008/09                        | sc Heerenveen | Nederland | Eredivisie            | 23          | 14         |
| 2009/10                        | sc Heerenveen | Nederland | Eredivisie            | 20          | 11         |
| 2010/11                        | sc Heerenveen | Nederland | Eredivisie            | 20          | 9          |
| 2011/12                        | FC Zwolle     | Nederland | Eredivisie            | 17          | 7          |
| 2012/13                        | PEC Zwolle    | Nederland | BeNe League Orange    | 14          | 5          |
| 2012/13                        | PEC Zwolle    | Nederland | Women's BeNe League B | 14          | 12         |
| 2013/14                        | PEC Zwolle    | Nederland | Women's BeNe League   | 23          | 7          |
| 2014/15                        | sc Heerenveen | Nederland | Women's BeNe League   | 0           | 0          |
| Totaal                         | Totaal        | Totaal    | Totaal                | 151         | 75         |
| Bijgewerkt tot 1 augustus 2014 |               |           |                       |             |            |